# Chaitophorus hypogaeus
Chaitophorus hypogaeus är en insektsart. Chaitophorus hypogaeus ingår i släktet Chaitophorus och familjen långrörsbladlöss. Inga underarter finns listade i Catalogue of Life.